# Osiris-Grab
Das Osiris-Grab (englisch: Osiris Shaft) ist eine unterirdische Grabanlage bei den Pyramiden von Gizeh in Ägypten und wurde in den Jahren 1933 und 1934 von dem Ägyptologen Selim Hassan bei seinen Grabungen entdeckt und dokumentiert. Am 4. Mai 2016 von „Focus online“ behauptete Zahi Hawass fälschlicherweise in einem Online-Video und dem zugehörigen Artikel „Archäologische Sensation in Pyramide gefunden“, wie auch zuvor schon in der ZDF-Reportage Rätsel in Stein, er habe persönlich diese Anlage entdeckt.
Der Eingang liegt am Aufweg zur Chephren-Pyramide. Die Anlage wurde ab 2008 von Zahi Hawass erkundet. Sie ist etwa 30 Meter tief und weist drei Ebenen auf, die durch Schächte miteinander verbunden sind. Unklar ist, ob Verbindungstunnel zu den Pyramiden oder zur Sphinx führen.

## Dokumentationen
- Das Osiris Grab - Archäologische Sensation in Pyramide gefunden. TV-Dokumentation, ZDF Enterprises.